# Apeadeiro de Salselas
O Apeadeiro de Salselas (nome anteriormente grafado como "Salsellas") foi uma gare da Linha do Tua, que servia a localidade de Salselas, no concelho de Macedo de Cavaleiros, em Portugal.

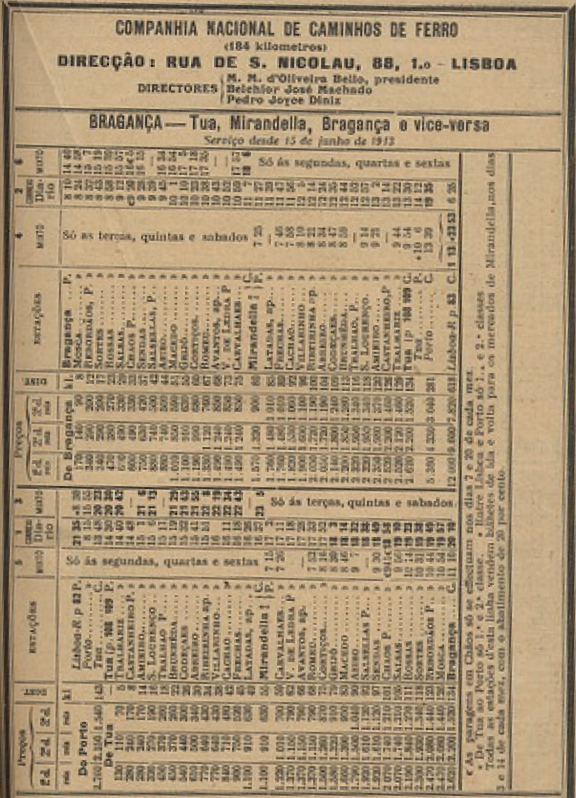
Horário da Linha do Tua em 1913, onde esta gare aparece ainda com a grafia "Salsellas", e a categoria de paragem.

## Descrição
O abrigo de plataforma situava-se do lado nascente da via (lado direito do sentido ascendente, a Bragança). Salselas é um de vários apeadeiros da Linha do Tua situados junto a passagens de nível, onde a própria casa do guarda desta fornecia um coberto para os passageiros (outros apeadeiros com esta caraterística eram Rebordãos, Remisquedo, e Castelãos, todos no lanço entre Mirandela e Bragança)[carece de fontes?]. Esta passagem de nível em Salselas cruzava a estrada municipal entre Salselas e Vale da Porca.[carece de fontes?]

## História
Este apeadeiro situava-se no lanço da Linha do Tua entre Macedo de Cavaleiros e Sendas, que foi aberto à exploração em 18 de Dezembro de 1905.

Em 15 de Dezembro de 1991, a operadora Caminhos de Ferro Portugueses encerrou o troço entre Mirandela e Bragança.